# Alexis Flores
Alexis Flores (ur. 1975 lub 1976 w Hondurasie) – honduraski zbieg, oskarżony o porwanie i morderstwo pięcioletniej dziewczynki oraz ucieczkę w celu uniknięcia odpowiedzialności karnej, 475. osoba umieszczona na liście 10 Najbardziej Poszukiwanych Zbiegów Federalnego Biura Śledczego. 

## Wczesne życie
Urodził się w Hondurasie. W 2007 Federalne Biuro Śledcze oszacowało jego wiek na 31 lat, ale posługiwał się też datami urodzenia: 18 lipca 1975, 18 lipca 1982, 15 września 1980 i 17 lipca 1982, a także imionami Mario Flores, Mario Roberto i Alex Contreras. Zarabiał na życie jako świadczący usługi robotnik typu złota rączka.

## Oskarżenie i postępowanie
Jest oskarżony o zabójstwo na tle seksualnym pięcioletniej Iriany DeJesus w bloku mieszkaniowym w Filadelfii, nieopodal jej miejsca zamieszkania. Jej zaginięcie zostało zgłoszone 29 lipca 2000, a zwłoki odnaleziono 3 sierpnia 2000. Została ona zgwałcona i uduszona. Świadkowie zeznali, że DeJesus była ostatnio widziana z Latynosem, który mówił ludziom, że pochodzi z Hondurasu i szuka miejsca do mieszkania oraz pracy.
Niepowiązany jeszcze z morderstwem Flores wyjechał do stanu Arizona, gdzie w 2004 w Phoenix został aresztowany za fałszerstwo, skazany i deportowany do Hondurasu. Tam trafił do zakładu karnego, a w 2005 wyszedł na wolność.
Dane zebrane w czasie postępowania karnego Floresa w Arizonie pomogły później w śledztwie w sprawie zabójstwa Iriany DeJesus. W 2007 analiza DNA wykazała powiązanie jej śmierci z Floresem. W marcu władze Filadelfii wydały nakaz jego aresztowania. Później w tym samym roku został dodany przez Federalne Biuro Śledcze do listy 10 Najbardziej Poszukiwanych Zbiegów, zastępując na niej Shauntay Henderson, członkinię gangu, która została aresztowana 31 marca, czyli tego samego dnia, kiedy została dodana do listy. Na Floresie ciążą zarzuty porwania, morderstwa i ucieczki w celu uniknięcia odpowiedzialności karnej.